# 辰孫王
辰孫王（朝鮮文:진손왕，356年 - ？），百濟的王族，貴須王（近仇首王）的孫及辰斯王的子。一名知宗王。他在祖父近仇首王的命日本波見同行儒學家王仁。